# Pasirhalang (Sukaraja)
Pasirhalang is een bestuurslaag in het regentschap Sukabumi van de provincie West-Java, Indonesië. Pasirhalang telt 12.757 inwoners (volkstelling 2010).